# Roman (Adelsgeschlecht)
Die Familie der Freiherren von Roman (im Französischen Saint-Roman) gehörte zu den ältesten Adelsgeschlechtern Frankreichs, wo es in der Provence und im Languedoc begütert war. Im Zuge der Aufhebung des Toleranz-Edikts von Nantes mit dem Edikt von Fontainebleau siedelten sich Mitglieder der Familie nach 1685 im Gebiet des heutigen Deutschland an, wo ihnen der Freiherrenstand anerkannt wurde.

## Geschichte
Die Familie führt ihre Ursprünge auf den legendären Fuleo (auch Fulco) de Roman zurück. Dieser soll im Jahr 951 als Stifter für die Kartause von Draguignan aufgetreten sein. Sagenhaft ist ebenso die Herleitung der Familientradition aus altem gallo-römischen Ritteradel. Im Jahr 980 siegelte ein Philippus de Roman bei der Gründung eines Klosters in Toulouse. Die Stammlinie kann bis auf das Jahr 1348 zurückverfolgt werden. Quilhelmus de Saint-Roman und seine Ehefrau Margueretha Brun de Mothier besaßen Güter in der Provence, insbesondere um Aix-en-Provence und Draguignan.
Die Saint-Roman nahmen im 17. Jahrhundert eine führende Stellung unter den französischen Hugenotten ein. Philippus de Roman führte 1557 in seinem Einflussgebiet den Calvinismus ein. Die Söhne wählten jeweils einen anderen Weg. Während Philipp Hugo als Gefangener in der Bastille starb, fiel Jean Barthelmes im Kampf. Der Bruder Heinrich Ludovicus kehrte dagegen zum katholischen Glauben zurück. Der jüngste Sohn musste, weil er nach der Aufhebung des Edikts von Nantes immer noch an seinem Glauben festhielt, Frankreich verlassen. Pierre de Saint-Roman und seine Frau Maria de Dutans siedelten sich zunächst am Niederrhein an. Ihr Sohn Philipp Freiherr von Roman übernahm 1756 das Rittergut Schernau im fränkischen Schernau, das durch ein Gerichtsurteil zugunsten der Familie seiner Frau, einer geborenen von Brüggen, an die Familie gelangte.
Die Familie brachte im 18. und 19. Jahrhundert mehrere bedeutende Beamte und Offiziere hervor. Im Jahr 1820 gelang es ihnen sogar, ein Herrschaftsgericht in Schernau zu etablieren, über das nach der Mediatisierung noch einige herrschaftliche Rechte der Ritterschaft fortlebten. Die Familie bewohnt heute das Schloss in Schernau, wo auch ein Weingut betrieben wird.

## Wappen

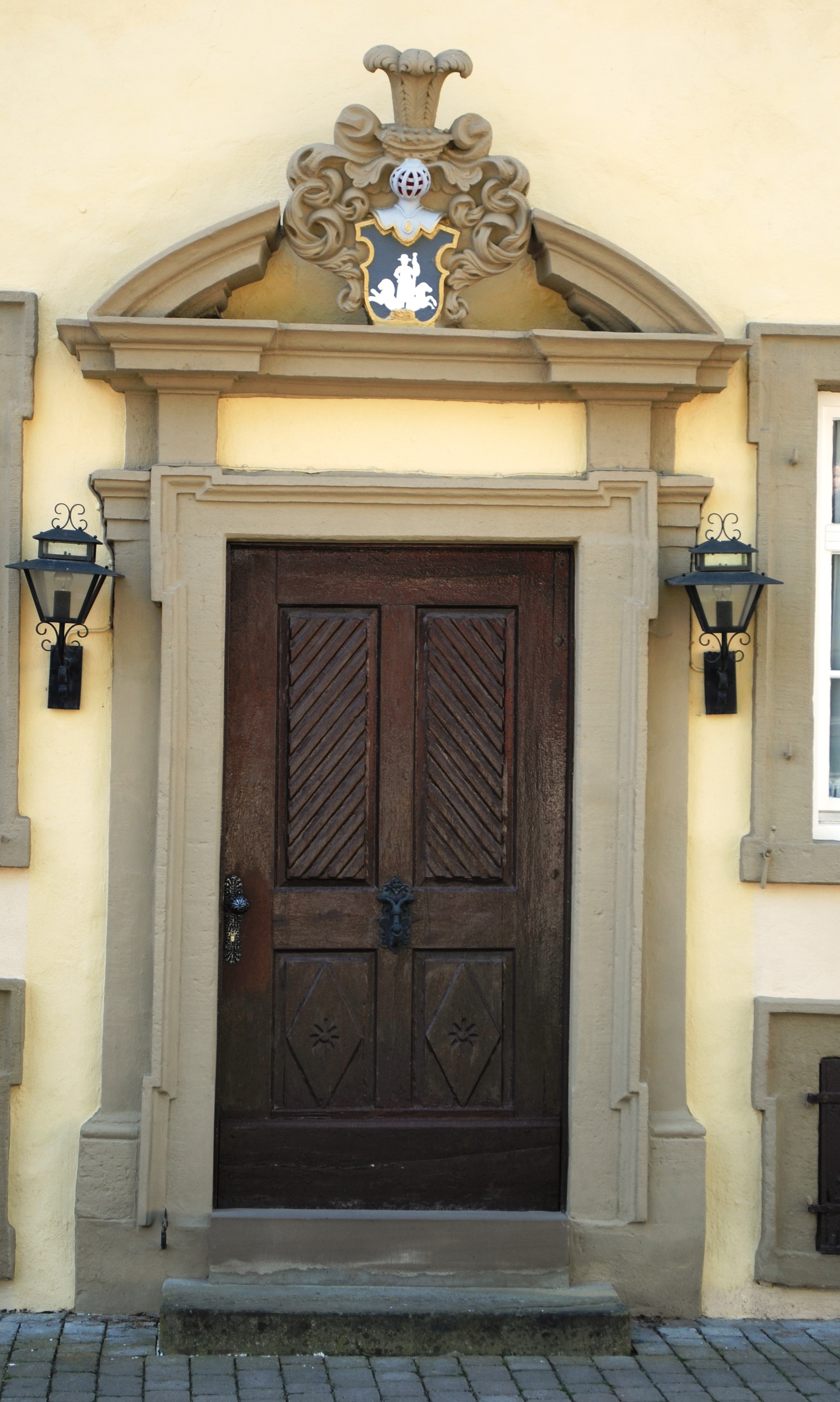
Das Familienwappen am Schloss in Schernau

Das Wappen der Familie wurde nach der Flucht aus Frankreich unverändert übernommen. Als Helmzier wählte man nun drei Straußenfedern auf dem Ritterhelm. Beschreibung: „Auf blauem Grund, auf Felsen stehend ein silbern gekleideter Pilger mit Pilgermuscheln auf Hut und Kragen, mit Pilgerstab. Hinter den Felsen wachsend ein goldener Löwe und ein goldener Hund.“ Die Tingierung variiert auf den Darstellungen des Wappens. Am Portal des Schlosses in Schernau sind Löwe und Hund in Silbern gehalten.

## Personen
Die Stammliste der deutschen Familie von Roman ist rekonstruierbar.
- A1. Pierre de Saint-Roman; * 3. Mai 1669 in St-Martin-en-Provence; † 12. April 1719 in Geldern ⚭ Maria de Dutans; * 12. August 1679; † 24. November 1736 in Wesel
  - A2. Philipp (Joachim) Freiherr von Roman; * 19. September 1702 in Stargard; † 10. Januar 1786 in Ludwigsburg ⚭ Juliane von Brüggen; * 3. Februar 1721 in Schatthausen; † 2. November 1801 in Schernau
    - A3. Ernst Freiherr von Roman; * 24. Februar 1759 in Ludwigsburg; † 31. März 1834 in Schernau ⚭ Christine von Baumann; * 13. November 1769 in Stuttgart; † 24. Juli in Schernau
      - A4. August Freiherr von Roman; * 21. August 1808 in Heilbronn; † 7. Juni 1868 in Schernau ⚭ Amalie von Städel; * 21. September 1809 in Wertheim; † 30. Dezember 1888 in Würzburg
        - A5. Rudolph Freiherr von Roman; * 1. Dezember 1836 in Leider, heute Aschaffenburg; † 6. Januar 1917 in Würzburg, ⚭ 1. 1868 Thekla von Buch (1838–1875), Tochter des sachsen-meiningenschen Staatsministers und preußischen Generalmajors Gustav von Buch,[4] ⚭ 2. Nikola von Thun, Tochter des Rittergutsbesitzers Constantin von Thun aus dem Hause Borchdorf und Wysocka in Oberschlesien;[5] * 8. November 1848 in Gardawitz, heute Orzesze; † 30. Dezember 1940 in Würzburg
          - A6. Rudolf Freiherr von Roman; * 19. November 1893 in Bayreuth; † 18. Februar 1970 in Schernau ⚭ Ilse Doehla; * 19. November 1911 in Augsburg; † 27. Juli 1977 in Schernau
            - A7. Volker Freiherr von Roman[6]; * 11. Juli 1929 in München; † 26. November 2006 ⚭ Christa Rose; * 4. Januar 1942 in Stolzenau[7]